# Scillaelepas
Scillaelepas är ett släkte av kräftdjur. Scillaelepas ingår i familjen Calanticidae.
Kladogram enligt Catalogue of Life:
| Scillaelepas | \| \| Scillaelepas fosteri \| \| \| \| \| \| Scillaelepas studeri \| \| \| \| |
|              | \| \| Scillaelepas fosteri \| \| \| \| \| \| Scillaelepas studeri \| \| \| \| |
|              | Calantica                                                                     |
|              |                                                                               |
|              | Euscalpellum                                                                  |
|              |                                                                               |
|              | Scillaelepas fosteri                                                          |
|              |                                                                               |
|              | Scillaelepas studeri                                                          |
|              |                                                                               |

|  | Scillaelepas fosteri |
|  |                      |
|  | Scillaelepas studeri |
|  |                      |